# Eugen Nippe
Eugen Nippe (ur. 1911 w Łodzi, zm. 1970) – działacz Niemieckiego Stowarzyszenia Ludowego w Polsce, SS-Obersturmbannführer, członek NSDAP i Hitlerjugend oraz działacz Ziomkostwa Wisły-Warty.

## Życiorys
Był synem pruskiego kolonisty i fabrykanta łódzkiego – Pawła Nippe. W latach 1929–1932 uczył się Niemieckim Gimnazjum Reformowanym w Łodzi. W 1927 został tajnym członkiem Hitlerjugend (1927), działał w Deutsche Jungenschaft in Polen. W latach 1933–1934 był szefem organizacji młodzieżowej Deutscher Volksverband (DVV). Następnie współpracował z Ludwigiem Wolffem w ramach Jugendgruppe DVV, zostając w 1936 członkiem zarządu partii.
W 1931 został członkiem NSDAP. Od 1935 był zaangażowany konspiracyjną, antypolską działalność – wyjeżdżał na specjalne kursy dywersyjne do Berlina i organizował grupę konspiracyjną w Łodzi. 28 sierpnia 1939 został aresztowany przez Polaków za działalność szpiegowsko-dywersyjną, a po zajęciu Łodzi przez Wehrmacht, mianowany SS – Hauptsturmfchrerem pułku SS-Standarte 112 i dowódcą I batalionu tego pułku. Pełniąc tę funkcję przekształcił dawną siatkę dywersantów w oddział SS. W 1940 został członkiem okupacyjnej rady miejskiej Łodzi. W tym samym roku został odznaczony odznaką honorową Hitlerjugend za wieloletnią tajną działalność w HJ oraz otrzymał awans na HJ-Sturmführera. W marcu 1941 został skierowany przez Ludwiga Wolffa do objęcia kierownictwa wydziału organizacyjnego Kreisleitung NSDAP.
W 1942 przeniesiony do sztabu Wyższego Dowódcy SS i Policji na obszarze okupowanej Rosji Środkowej, gdzie awansował na SS – Obersturmbannführera oraz został odznaczony Krzyżem Zasługi Wojennej II kl. Po zakończeniu II wojny światowej, współpracował z Wolffem w ramach Ziomkostwa Wisły-Warty, był przewodniczącym Zarządu Federalnego Ziomkostwa Wisły-Warty, a w 1967 został zastępcą kierownika Heimatkreisausschuss-Mittelpolen.

## Odznaczenia
- Odznaka Honorowa Hitlerjugend (1940)
- Krzyż Zasługi Wojennej II kl. (1942)[3].